# Worthville (Pennsylvanie)
Pour les articles homonymes, voir Worthville.
Worthville est un borough situé au sud-ouest de la partie centrale du comté de Jefferson, en Pennsylvanie, aux États-Unis,. En 2010, il comptait une population de 67 habitants. Le borough est incorporé le 1er avril 1878.

## Démographie
Lors du recensement de 2010, le borough comptait une population de 67 habitants. Elle est estimée, en 2019, à 160 habitants.

### Source de la traduction
- (en) Cet article est partiellement ou en totalité issu de l’article de Wikipédia en anglais intitulé « Worthville, Pennsylvania » (voir la liste des auteurs).